# Drosophila transversa
Drosophila transversa é uma espécie de mosca da fruta. Foi originalmente descrita por Fallen, em 1823.